# Mihail D. Petruševski

Mihail Petruševski

Mihail D. Petruševski, mazedonisch: Михаил Д. Петрушевски, der Vorname auch: Mihailo oder Mihajlo, mazedonisch: Михаило oder Михајло (* 2. Juli 1911 in Bitola, damals Osmanisches Reich; † 27. Februar 1990 in Skopje, Makedonien) war ein jugoslawischer Altphilologe und Mykenologe.
Petruševski war der Begründer der Philosophischen Fakultät und des Seminars für Klassische Studien der Universität Skopje. 1956/57 bis 1957/58 war er Rektor der Universität. 1967 wurde er zum Mitglied der Mazedonischen Akademie der Wissenschaften und Künste gewählt. 
Er veröffentlichte über 200 Schriften, unter anderem auch zum mykenischen Griechisch. Seine Übersetzung der Ilias Homers und seine Bearbeitung des Skanderbeg von Grigor Parlichev hatten besonderen Einfluss auf die mazedonische Kultur. Er war auch Mitglied des ersten Komitees zur Standardisierung des mazedonischen Alphabets. 